# Outside the Gates
Outside the Gates é um filme mudo norte-americano de 1915, do gênero filme de fantasia, dirigido por Joe De Grasse e estrelado por Lon Chaney. O filme é agora considerado perdido.